# Primer (filme)
Primer é um filme estadunidense de ficção científica sobre uma descoberta acidental de como viajar no tempo. O filme foi escrito, produzido e dirigido por Shane Carruth. Primer é conhecido por ter sido feito com orçamento baixíssimo (completado com US$ 7,000), roteiro com estrutura experimental, implicações filosóficas, e diálogos técnicos complexos, que Carruth, formado em Matemática e ex-engenheiro, escolheu não simplificar pelo bem do público. O filme ganhou o Grande Prêmio do Júri no Festival Sundance de Cinema de 2004, antes de ter um lançamento limitado nos Estados Unidos, e é tido como um filme cult.

## Enredo
Dois engenheiros, Aaron e Abe, suplementam seus dias de empregos com projetos de tecnologia empresarial, trabalhando fora da garagem de Aaron. Durante um tal esforço de pesquisa, envolvendo a redução eletromagnética de objetos de peso, os dois homens descobrem acidentalmente um "efeito colateral que liga o tempo de A para B"; objetos deixados no campo de redução de peso apresentam anomalias temporais, procedendo normalmente (de tempos 'A', quando o campo foi ativado, em tempos 'B', quando o campo está desligado), depois para trás (de 'B' de volta para 'a'), em A depois B, então A depois B em sequência contínua, de modo que os objetos podem deixar o campo no presente, ou em algum momento anterior.
Abe refina esta prova de conceito e constrói um aparato de tempo estável (a "caixa"), dimensionado para acomodar um sujeito humano. Abe usa essa "caixa" para viajar seis horas em seu próprio passado, como parte deste processo, o Abe original fica incomunicável em um quarto de hotel, de modo a não interagir ou interferir com o mundo exterior, após o Abe original entrar na "caixa", espera dentro da "caixa" por seis horas (indo assim de volta no tempo seis horas), e torna-se a futura sobreposição dupla de Abe, que viaja através da cidade, explica o processo para Aaron, e traz Aaron de volta para o instalação de auto-armazenamento seguro onde abriga a "caixa". No final do período de tempo a sobreposição original Abe não existe, a sua entrada na "caixa" rebobinada seis horas, e tornar-se a futura sobreposição dupla de Abe para o resto do tempo.
Abe e Aaron repetem a experiência de seis horas várias vezes de Abe ao longo de vários dias, tornando lucrativas operações com ações no mesmo dia armados com conhecimento prévio do desempenho do mercado. Personalidades divergentes do duplo Abe cauteloso, controla Aaron que é impulsivo e intrometido, colocando sob pressão sutil sobre sua colaboração e amizade. Essas tensões vêm à cabeça depois de um encontro de fim de noite com Thomas Granger (pai de Abe, namorada de Rachel), que aparece inexplicavelmente com barba por fazer e existe em sobreposição com o seu eu original suburbano. Granger cai em um estado de coma depois de ser perseguido por Aaron; Aaron teoriza que, em algum momento no futuro, Granger entrou na "caixa" (em um tempo desconhecido, por razões desconhecidas), com consequências no cronograma. Abe conclui que a viagem no tempo é muito perigosa, e usa um segundo aparelho (sua "caixa de segurança contra falhas", construída antes do início do experimento e mantida em execução contínua em um local secreto), viajando de volta quatro dias para evitar o lançamento do experimento.

Infográfico da viagem do tempo em Primer (em inglês).

A interferência causa estragos em cima da linha do tempo. O Abe do futuro "desliga" o Abe original (assim ele nunca vai conduzir o experimento de viagem no tempo), e atende o Aaron original em um banco de parque (de forma a dissuadi-lo), mas descobre que o futuro Aaron chegou lá primeiro (armado com pré-gravações das conversas passadas, e um fone de ouvido discreto), tendo trazido uma desmontada "terceira caixa à prova de falhas" quatro dias de volta com o seu próprio corpo. O Abe futuro desmaia com essa revelação, vencido pelo choque e fadiga.
Os dois homens conciliam-se de forma breve e hesitante. Eles conjuntamente viajam de volta no tempo, experimentando e remodelando um evento onde a namorada de Abe, Rachel, quase foi morta por um tiro de espingarda. Depois de muitas repetições, Aaron toma conhecimento de todos os eventos que acontecem na festa em questão, impede o atirador e acaba tornando-se um herói local. Abe e Aaron, em última análise, partem; Aaron considera uma nova vida em países estrangeiros onde ele pode mexer de forma mais ampla para ganho pessoal, enquanto Abe afirma a sua intenção de permanecer na cidade e dissuadir/sabotar o experimento original "caixa". Abe adverte Aaron para fugir e nunca mais voltar.
O conhecimento do Aaron futuro têm  se misturado com o Aaron original (graças a discussões, gravações, e uma altercação física mal sucedida). Uma sequência no epílogo revela que várias versões da "caixa de segurança" de Aaron que ainda estão vivas e em circulação. Como resultado, dois ou mais Aarons agora habitam a mesma linha do tempo, com compartilhamento de informações de eventos futuros, em contraste com Abe, que vai para a extrema meticulosidade para manter o Abe original "puro" e sem saber do futuro. A cena final do filme mostra Aaron plenamente consciente, orientando trabalhadores de língua francesa na construção do que parece ser um armazém do tamanho da "caixa".

## Elenco
- Shane Carruth como Aaron
- David Sullivan como Abe
- Casey Gooden como Robert
- Anand Upadhyaya como Phillip
- Carrie Crawford como Kara
- Samantha Thomson como Rachel Granger
- Brandon Blagg como Will

## Produção
Carruth escalou-se como Aaron após ter problemas em achar atores que poderiam "quebrar o hábito de encher cada diálogo com muito drama". A maioria dos outros atores são amigos ou familiares.
Enquanto escrevia o roteiro, Carruth estudou física para ajudá-lo a fazer o diálogo técnico de Abe e Aaron soar autêntico. Ele tomou o passo incomum de evitar a exposição inventada, e ao invés disso tentou retratar as frases abreviadas e jargões comumente utilizados por cientistas trabalhando. Essa filosofia passou para o design de produção. A máquina do tempo em si é uma caixa cinzenta simples, com um distintivo "zumbido" eletrônico criado por meio de sobreposição de sons de um moedor mecânico e um motor de carro, ao invés de um efeito digital processado. Carruth também ajustou igualmente a história em parques industriais nada glamourosos e casas suburbanas.
Carruth optou deliberadamente por ofuscar a trama do filme para espelhar a complexidade e a confusão criada pela viagem no tempo. Como ele disse em uma entrevista em 2004: "Esta máquina e a experiência de Abe e Aaron são inerentemente complicadas, então precisava ser assim para que o público fosse onde Abe e Aaron estão, o que sempre foi a minha esperança".

### Filmagens
As filmagens ocorreram no período de cinco semanas, nos arredores de Dallas, Texas. O filme foi produzido com um orçamento de apenas US $ 7.000. Carruth atuou como escritor, diretor, produtor, diretor de fotografia, editor e compositor da trilha sonora. Ele também estrela no filme como Aaron, e muitos dos outros personagens são interpretados por seus amigos e familiares. O pequeno orçamento exigia o uso conservador do filme de 16 mm: o número cuidadosamente limitado de tomadas resultou em uma taxa de tiro extremamente baixa de 2:1. Cada cena no filme foi meticulosamente reproduzida em alambiques de 35 mm. Carruth criou uma aparência distinta e plana, sobreposta para o filme usando iluminação fluorescente, temperaturas de cores não neutras, estoque de filmes de alta velocidade e filtros.
Depois que concluiu as filmagens, Carruth levou dois anos para sair da fase de pós-produção de Primer. Ele também já disse que essa experiência foi tão árdua que ele quase abandonou o filme em diversas ocasiões.

### Música
Todas as músicas e trilhas de fundo foram compostas por Carruth. Em 8 de Outubro de 2004, as trilhas musicais de Primer foram lançadas na Amazon e no iTunes.

## Distribuição
Carruth fez um contrato de distribuição na América do Norte com THINKFilm após o "cabeça" da companhia, Mark Urman, assistir o filme no Festival Sundance de Cinema de 2004. Embora ele e Carruth tenham feito um "aperto de mão de certeza" durante o festival, Urman reportou que a negociação do contrato foi a mais longa em que ele esteve envolvido, em parte devido a demandas específicas de Carruth sobre quanto controle sobre o filme ele manteria. O filme foi distribuído e arrecadou US$ 424,760

## Prêmios e indicações

### Prêmios
- Grande Prêmio do Júri, Festival de Cinema de Sundance em 2004[7]
- Prêmio Alfred P. Sloan para filmes que lidam com ciência e tecnologia, Festival de Cinema de Sundance em 2004[7]
- Melhor Roterista/Diretor (Shane Carruth) no Festival de Cinema de Nantucket em 2004.[8]
- Melhor Filme no Festival Internacional de Ficção Científica de Londres.[9]

### Indicações
- Melhor Filme, Sitges - Festival Internacional de Cinema da Catalunha de 2004.[7]
- Melhor Filme, Diretor, Primeiro Roteiro (Shane Carruth), Primeira Performance (David Sullivan), Independent Spirit Awards de 2005.[7]
- Melhor Filme, Gotham Awards de 2004[7]
- Melhor Filme de Fantasia Internacional, Fantasporto 2005.[7]